# Trümmerfrau

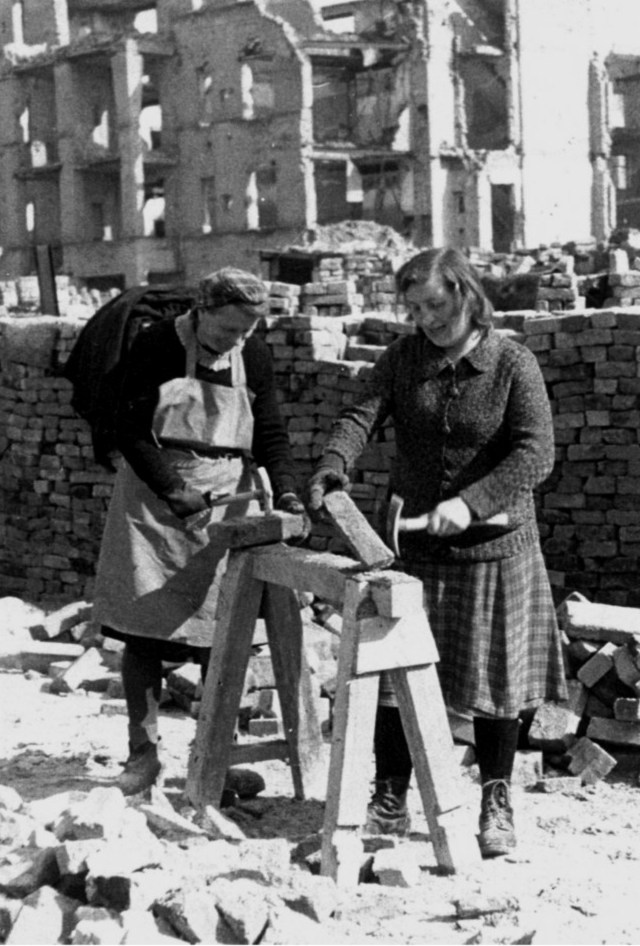
Trümmerfrauen i Berlin

Trümmerfrau (ruinkvinna) plural Trümmerfrauen kallades de kvinnor som röjde upp bland ruinerna i Tyskland och Österrike efter andra världskriget. 
Då stora delar av den manliga befolkningen var i krigsfångenskap eller hade stupat under kriget tvingades de tyska kvinnorna att göra stora insatser under röjningsarbetet efter kriget. De allierade beordrade alla kvinnor mellan 15 och 50 år att delta i röjandet men även frivilliga deltog i arbetet. De var i regel uppdelade i arbetslag på 10–20 personer. 